# Сьєго-де-Авіла
Сьє́го-де-А́віла (ісп. Ciego de Ávila, МФА: [ˈsjeɣo ðe ˈaβila]) — муніципалітет і місто на Кубі, Сьєго-де-Авільська провінція. Адміністративний центр цієї провінції. Розташоване в центральній частині країни. Засноване 1840 року. Населення міста — 119 тисяч осіб, муніципалітету — 143,4 тисячі осіб.

## Релігія
- Центр Сьєго-де-Авільської діоцезії Католицької церкви.